# Elatostema stewardii
Elatostema stewardii es una especie de planta del género Elatostema, perteneciente a la familia Urticaceae.

## Taxonomía
Elatostema stewardii fue descrita por Elmer Drew Merrill en 1925.

## Distribución
Se encuentra en el territorio centro y sur de China.